# Bohtan
|  | Per a altres significats, vegeu «Bohtan Su». |

Bohtan també Buhtan, Bokhti, era un principat kurd medieval en l'Imperi Otomà centrat en la ciutat de Jazirah ibn 'Omar (moderna Cizre també coneguda com a Cizîra Botan (Jazira Botan) al sud-est d'Anatòlia. Els Bohtanis eren una branca antiga i prominent dels kurds que es creien descendents de Khàlid ibn al-Walid. El yazidisme va esdevenir la religió oficial de Jazira al segle xiv.

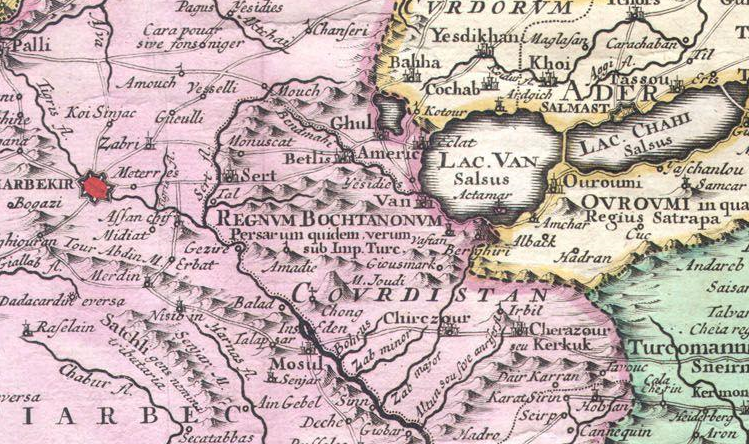
En un mapa europeu del 1730, Botan apareix com a Regnum Bochtanonum a l'oest del llac Van. L'afegitó: "Persarum quidem verum sub Imp. Turc." És interessant, que significa una cosa així com "perses, però sota el domini de l'Imperi Turc".